# 238 av. J.-C.
Cette page concerne l'année 238 av. J.-C. du calendrier julien proleptique.

## Événements
- 7 mars : décret trilingue édicté par l'assemblée des prêtres égyptiens réunis en synode à Canope, en l'honneur de  Ptolémée III, de son épouse Bérénice et de la jeune princesse défunte Bérénice, dont ils organisent le culte[1].
- 22 juin (21 avril du calendrier romain) : début à Rome du consulat de Publius Valerius Falto et Tiberius Sempronius Gracchus[2].
  - Les Boïens rassemblent les tribus gauloises de la vallée du Pô pour envahir le territoire romain et assiéger Ariminum (Rimini) ; des disputes internes brisent leur alliance et ils sont vaincus par le consul Publius Valerius[3].

- Juillet-août[4] : à Carthage, la révolte des mercenaires est réprimée par Hamilcar Barca et Hannon le Grand. Après de durs combats, les Carthaginois prennent l’avantage et enferment la plupart des rebelles, menés par Spendios, dans le défilé de la Scie[5]. Ceux qui tentent de s’échapper sont massacrés, tandis que les autres, affamés, s’entretuent pour se manger les uns les autres.
- Octobre : Hamilcar Barca investit Tunis occupée par le Libyen Mathó, qui abandonne la ville pour Byzantion[4].
- Décembre : bataille de Leptis Minor[4]. Mathó est fait prisonnier. Il est tué avec ses partisans en 237 av. J.-C..

- En Grèce, la Ligue achéenne s'allie à la Ligue étolienne contre Démétrios II de Macédoine[6].
- En Chine, majorité de Zheng, le futur Qin Shi Huangdi, roi de Qin ; exil de Lü Buwei (237 av. J.-C.). Le légiste Li Si, nommé ministre de la justice vers 235 av. J.-C., milite pour l’unification de la Chine et convainc Zheng de la réaliser[7].
- Vers 239/238 av. J.-C., les Parthes (parni), conduits par Arsace, écrasent le satrape Andragoras et étendent leurs conquêtes en Parthiène et en Hyrcanie[8].

## Naissances en 238 av. J.-C.
- Philippe V de Macédoine.
- Massinissa, roi de Numidie.

## Décès
- Spendios et Autarite, chefs mercenaires révoltés contre Carthage.
- Andragoras, satrape séleucide de la Parthie.